# Erill la Vall
Erill la Vall és un dels pobles que formen el terme municipal de la Vall de Boí, a l'Alta Ribagorça. Fins al 1996 pertangué al municipi de Barruera, quan canvià el seu nom per l'actual. Formava part del terme primigeni de Barruera.
S'hi accedeix per un trencall de la carretera L-500, 3 quilòmetres al nord de Barruera, que en 500 metres de forta pujada mena al poble d'Erill la Vall, enlairat just a ponent de la carretera.
Centra el poble l'església romànica de Santa Eulàlia d'Erill la Vall, al costat de la qual es troba el Centre d'Interpretació del Romànic de la Vall de Boí.

## Etimologia
Segons Joan Coromines, Erill procedeix de les paraules iberobasques ILI-ILI o IRI-IRI (o un híbrid entre els dos), que significa "poble-poble". En iberobasc antic, una de les formes de fer augmentatius era mitjançant la duplicació de l'arrel, amb la qual cosa aquest poble-poble ens parlaria de la importància de primera magnitud que tingué el poble d'Erill la Vall a l'alta edat mitjana.

## Nucli antic
El nucli antic d'Erill la Vall està declarat bé cultural d'interès nacional. El nucli antic del municipi està situat a 1255 metres d'altitud, al fons de la vall de Boí, a la dreta de Tor, al peu del pic d'Erill de 2627 metres. El nucli de població es troba en un replà elevat sobre la riba dreta del riu Noguera de Tor. Es tracta d'un agrupament relativament concentrat format per una agregació irregular d'unitats agrícoles ramaderes i residencials, generalment agrupades al voltant d'un espai pavimentat destinat a era i que deixen entre si amplis espais buits, alguns dels quals es destinen a horts. Al nucli s'hi arribava antigament pels camins de Boí i de Caldes (que eren de bast) i des de fa una trentena d'anys s'hi arriba per la carretera nova que uneix amb la que puja per la vall. Aquesta nova carretera ha fet canviar lleugerament la morfologia del nucli.
Del conjunt sobresurt l'església de Santa Eulàlia d'Erill la Vall, el campanar de la qual és una important fita visual i el seu cementiri annex. La construcció, a principis dels anys seixanta, d'un hotel pròxim a l'església, espatlla el perfil de la població. L'església és un notable edifici romànic del grup de la vall de Boí, d'una sola nau, amb cobertes de fusta, absis semicircular i dues absidioles al costat de la nau, pòrtic i campanar quadrat. A principis del segle xx l'arquitecte J. Salvadó trobà a la sagristia l'important grup escultòric romànic de fusta del Davallament d'Erill la Vall (segle xii), conservat al museu episcopal de Vic; dues imatges del grup són al Museu Nacional d'Art de Catalunya. Es tractava d'un element de la jurisdicció de l'abat de Lavaix. Els edificis són, gairebé tots, de maçoneria vista i teulades de lloses de pissarra. Les activitats econòmiques tradicionals (ramaderia i agricultura) han estat ampliades amb l'hotelera i altres dedicades al lleure i turisme (cases de colònies, trekking, construcció d'apartaments…) que han provocat una aturada en el progressiu despoblament tradicional i fa pensar, fins i tot, en certa represa.

## Geografia
Situat a la dreta de la Noguera de Tor, uns quants metres més avall d'on aquest riu rep el de Sant Martí. El poble és aturonat en un petit pla arrecerat pel costat de llevant (el de la carretera) per tres tossals: el de Pernalle, de 1.254,2 m d'altitud al nord-est, el de Comú, de 1.248,6, a l'est, i el des Feixes, de 1.251,1, al sud-est. Pel costat de ponent, queda just al sud-est del Pic d'Erill, amb el seu doble cim de l'Aüt, de 2.531,8 m. alt., a llevant i el Tuc o Pic d'Erill, de 2.518,5, a ponent. El poble és a l'esquerra del barranc de Basco, que davalla del circ on són les bordes de Basco o d'Erill; els límits d'aquest circ són, pel costat nord, els ja esmentats de l'Aüt i el Tuc d'Erill, i per ponent, la Corona del Pinar, o Faro d'Erill, de 2.061,5 m. alt.
A Erill la Vall no hi ha cap botiga ni supermercat, però sí diversos bars, restaurants i pensions. El Centre d'informació sobre el romànic de la vall de Boí és a Erill la Vall, just darrere de l'església parroquial, romànica, de Santa Eulàlia.
Enlairades a ponent del poble, a l'indret conegut com a Basco, a quasi 1.600 m. alt., hi ha el grup de bordes de Basco i d'Erill, amb les restes de l'església romànica de Sant Cristòfol d'Erill una mica al nord-est de les bordes.

## Història

### Edat mitjana
El casal dels senyors d'Erill va tenir un paper decisiu en la reconquesta de tota la Ribagorça, dominada pels senyors de Pallars. Erill la Vall i la Vall de Boí van ser venuts i bescanviats l'any 1064 pels comtes de Pallars Sobirà, Artau I i la seva muller Llúcia, als comtes de Pallars Jussà, Ramon V i la seva dona Valença de Tost, juntament amb el castell d'Erill i altres possessions. Tres anys després, el mateix Arteu I definia Erill la Vall i la resta de la Vall de Boí com a integrants de l'honor comtal, i dels mateixos anys consta el jurament de Ramon V de Pallars Jussà amb els homes e Boí i d'Erill (homines de Bo ino et homines d'Eril).
Tanmateix, el 1072 la Vall de Boí consta en mans de Miró Guerreta, emparentat amb els senyors de Sas i de Bellera. El 1208 Guillem de Glorieta ven el lloc d'Erill i la Vall de Boí a Guillem II de Bellera i la seva muller Sança; els Glorieta, procedents de la Vall Ferrera, al Pallars Sobirà, eren descendents dels Guerreta. Guillem II de Bellera, o un fill seu amb el mateix nom, es casà amb Arsenda d'Erill, morta el 1266 com a senyora d'Erill i Orrit, i a la seva mort Erill la Vall va ser donat a Santa Maria de Lavaix.
Tanmateix, segons altra documentació, la història del lloc és lleugerament diferent, en els primers temps, i queda pendent d'esbrinar en quins punts són compatibles aquestes dues versions. Entre la documentació de l'Hospital de Susterris es troba una indicació dels deutes contrets i de les donacions rebudes, entre els quals consta la cessió feta per Arnau I d'Erill a un home de la vila d'Erill la Vall. Així hi ha constància del domini sobre el lloc i la vinculació amb l'ordre hospitalari, que va continuar amb el decurs dels segles i que a finals del xviii encara era vigent. El 1187, els successors de Ramon d'Erill van efectuar una transacció sobre la seva herència: segons l'acord pres, Berenguera, filla de Ramon cedia al seu oncle Arnau I d'Erill els drets de diverses possessions entre els quals hi havia Erill i la vall de Boí. Els Erill van donar el poble d'Erill la Vall al monestir cistercenc de Santa Maria de Lavaix. A partir de llavors i fins a la desamortització dels béns monàstics del segle xix, Erill la Vall va ser patrimoni del monestir de Lavaix (que fou dissolt entre 1820 i 1835).
Els Erill eren una estirp feudal catalana amb diverses ramificacions per Catalunya i Aragó, provinent d'Erillcastell, actualment al terme municipal del Pont de Suert, a l'Alta Ribagorça. El primer senyor documentat és Ramon I d'Erill, el 1077. El seu net Ramon II d'Erill, i el fill d'aquest, Pere II d'Erill, defensaren la unió d'Aragó i Catalunya mitjançant el matrimoni de Ramon Berenguer IV amb Peronella d'Aragó. Donaren nombrosos béns militars i eclesiàstics a la Corona d'Aragó i s'emparentaren amb els Pallars, els Orcau, els Montcada, els Anglesola, els Cardona, els Sentmenat, entre altres importants famílies catalanes. Al segle XlX assumiren el títol (baronia i comtat) els Montoliu, anomenats Montoliu-Erill. Actualment el posseïdor del títol és Don Alberto Álvarez de Toledo y Mencos.

### Edat moderna i contemporània
En el Fogatge del 1553 hi consten 13 focs (uns 65 habitants).
Pascual Madoz inclou Erilavall en el seu Diccionario geográfico... del 1849. Situat en el marge dret de la Noguera de Tor, en un petit pla, el combaten tots els vents, llevat dels de ponent, ja que queda arrecerat per la muntanya anomenada de Basco. Tanmateix, el perjudica notablement el vent del nord, que ve de Caldes de Boí. El clima és fred, però saludable. Tenia 8 cases d'una sola planta, amb construcció interior de fusta, molt miserables. Hi havia una capella dedicada a sant Cristòfol, i l'església parroquial de Santa Eulàlia, servida per un rector originari de la vall de Boí. El cementiri, ran de poble, és capaç i ventilat.
El terreny és aspre, muntanyós i de mala qualitat. Hi ha boscos, però poc aprofitables per a fusta de construcció. Es rompen boscos per tal de conrear les terres alguns anys, i després es tornen a abandonar. S'hi produïa sègol, ordi i patates, i s'hi cria bestiar oví, boví i eugues. Els ramats són transhumants, a causa de la gran quantitat de neu que hi ha a l'hivern. Els plans d'Urgell en solen ser el destí. Formaven el poble 5 veïns (caps de família) i 27 ànimes (habitants).
El 5 de setembre de 1907 va ser un dels llocs per on va passar la Missió arqueològico-jurídica a la ratlla d'Aragó, organitzada per l'IEC amb la missió de protegir el patrimoni artístic català. L'esquip estava format per Josep Puig i Cadafalch, Guillem Marià Brocà, Josep Gudiol, Josep M.Goday i Adolf Mas. Un dels elements artístics que van catalogar fou el Davallament d'Erill la Vall.

## Festes i tradicions
- 10 de juliol: 
  - Festa de les Falles on es baixa des de dalt de la muntanya amb un tronc de fusta flamejant per la punta (anomenat faro),[8] de nit, així es poden veure un seguit de petits llumins baixant per la muntanya.
  - Festa Major de Sant Cristòfol, el sant dels automobilistes i viatgers, aquest dia es beneeixen tots els vehicles.[9]